# Zürcher Unterländer
De Zürcher Unterländer is een Zwitsers Duitstalig dagblad uit Bülach in het kanton Zürich.

## Omschrijving
Het Zürcher Unterländer verscheen voor het eerst in 1850. In die tijd was de krant onafhankelijk, doch leunde ze aan bij de Partij van Boeren, Middenstanders en Burgers. Tot 1960 werd de krant driemaal per week uitgegeven vanuit Bülach. Later verscheen de krant op dagelijkse basis. Na de verkoop van de onderneming achter de Zürcher Unterländer in 1989 ging de krant Zürichbieter op in de Zürcher Unterländer. Voordien was er al een samenwerking tussen beide kranten. De krant werd de meestgelezen krant in de regio van Bülach en Dielsdorf. In 2010 werd ze nogmaals doorverkocht.
In 1966 haalde de krant een oplage van 4206 exemplaren, in 1998 18.657 exemplaren en in 2012 19.878 exemplaren.